# Tratatul de la Trianon

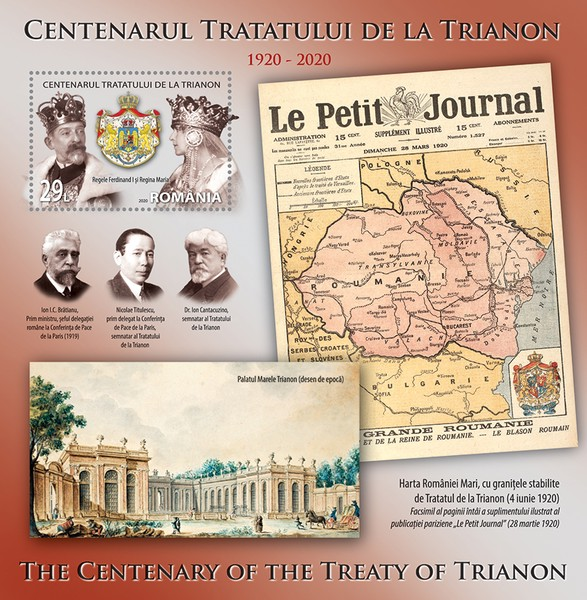

Tratatul de la Trianon a fost semnat la data de 4 iunie 1920 între Puterile Aliate învingătoare în Primul Război Mondial și Ungaria, în calitate de stat succesor al Imperiului Austro-Ungar, stat învins în Primul Război Mondial. Tratatul a fost semnat în Palatul Marele Trianon de la Versailles de către 16 state aliate (inclusiv România), pe de o parte, și de Ungaria, de altă parte.
Tratatul a fost semnat pentru a stabili frontierele noului stat Ungaria cu vecinii săi: Austria, Regatul Sârbilor, Croaților și Slovenilor (stat devenit ulterior Iugoslavia), România și Cehoslovacia. Tratatul de la Trianon a făcut parte din seria tratatelor încheiate la finalul Primului Război Mondial, celelalte fiind tratatele de pace încheiate de Puterile Aliate cu Germania (la Versailles, în 28 iunie 1919), Austria (la Saint Germain en Laye, în 10 septembrie 1919), Bulgaria (la Neuilly, în 27 noiembrie 1919) și cu Turcia (la Sèvres, semnat la 4 iunie 1920 și repudiat apoi, fiind înlocuit cu tratatul de la Lausanne).

## Conținutul tratatului

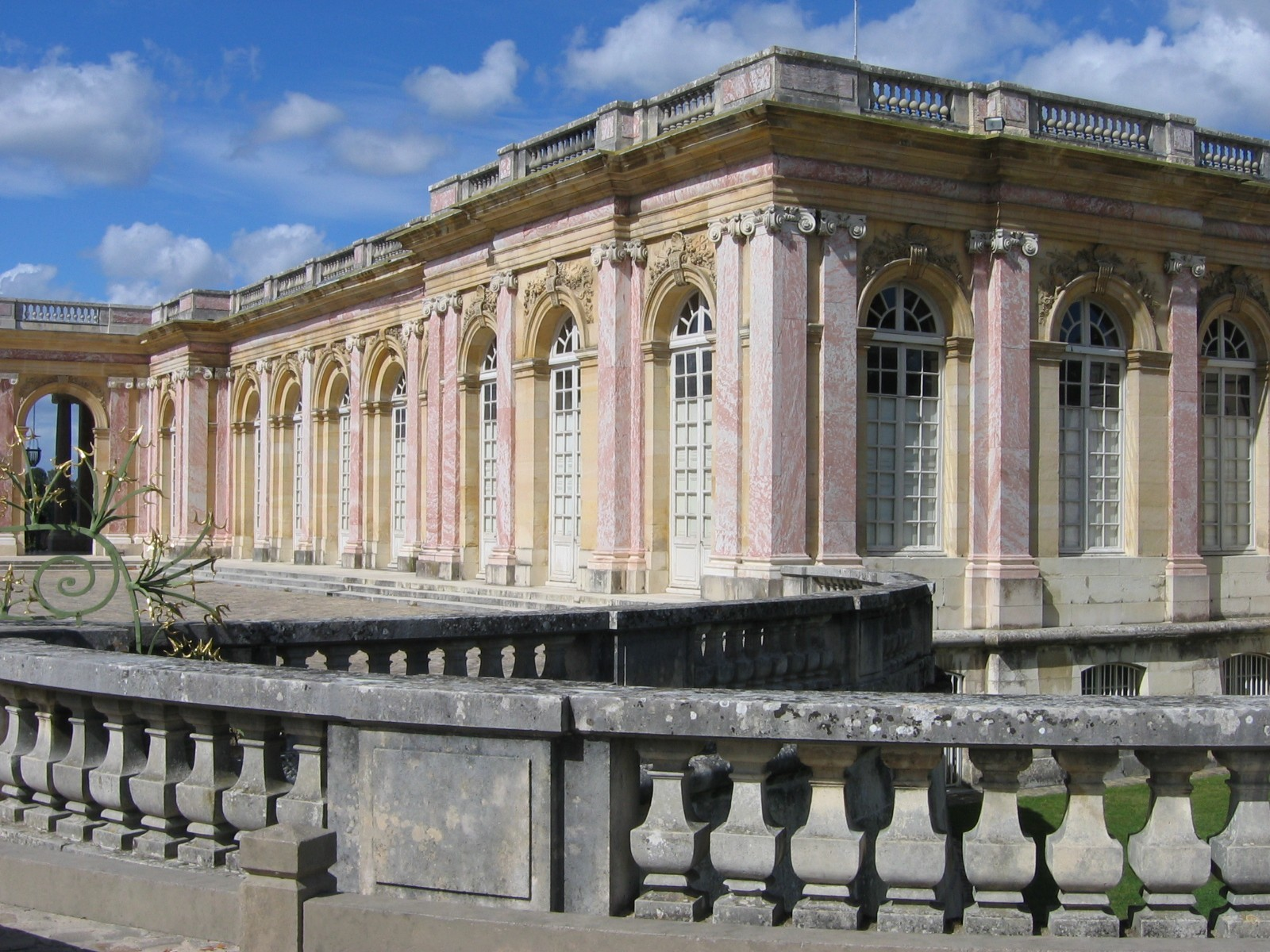
Palatul Chateau de Versailles Trianon, unde a fost semnat tratatul

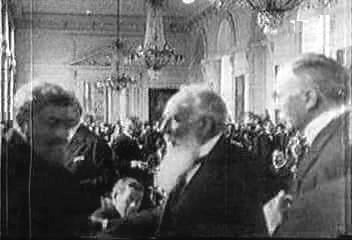
Imagine de la tratative

Tratatul este divizat în patru părți. Prima parte include Pactul Ligii Națiunilor (parte comună pentru toate tratatele de pace încheiate după Primul Război Mondial).
Partea a doua (articolele 27-35) definește frontierele Ungariei cu statele vecine. În principiu, acestea sunt actualele frontiere ale Ungariei. Frontiera româno-ungară este descrisă în secțiunea a doua a articolului 27 (traseul actualei frontiere între România și Ungaria).
În principiu, Tratatul consfințea includerea teritoriului Croației-Slavoniei (partea de nord a Republicii Croația) și Voivodinei (inclusiv treimea de vest a Banatului) în cadrul Regatului Sârbilor, Croaților și Slovenilor, a Slovaciei și Ruteniei (azi: Republica Slovacia și, respectiv, Regiunea Transcarpatia din Ucraina) în cadrul Cehoslovaciei, a Transilvaniei și părții răsăritene a Banatului în cadrul României și a Burgenlandului în cadrul Republicii Austriei.
Partea a treia (articolele 36-78), intitulată "Clauze politice pentru Europa", conținea o serie de clauze privind, pe de o parte, cadrul bilateral al relațiilor dintre Ungaria și statele vecine, recunoașterea unor clauze politice privind anumite state din Europa (Belgia, Luxemburg etc.), dispoziții referitoare la cetățenie, protecția minorităților naționale.
Partea a patra (articolele 79-101), intitulată "Interesele Ungariei în afara Europei", conținea prevederi referitoare la renunțarea de către Ungaria la tratatele încheiate de către Dubla Monarhie cu Maroc, Egipt, Siam (Thailanda de azi) și China.

## Aplicarea dispozițiilor tratatului
Frontierele Ungariei cu statele vecine, astfel cum au fost descrise în tratat, au fost delimitate în anii imediat următori. Singura excepție a fost orașul Sopron (în limba germană Ödenburg) din Burgenland, care, în urma unui plebiscit ținut la data de 14 decembrie 1921, a decis să rămână parte a Ungariei.
Dispozițiile tratatului referitoare la minoritățile din Ungaria au fost aplicate parțial, astfel că procesul de asimilare a acestora a continuat, Ungaria fiind, în prezent, unul din statele cele mai omogene etnic din Europa.

## Impactul tratatului

Apariția noilor state independente și reîntregirea celor deja existente după dezintegrarea Austro-Ungariei și semnarea Tratatului de la Trianon

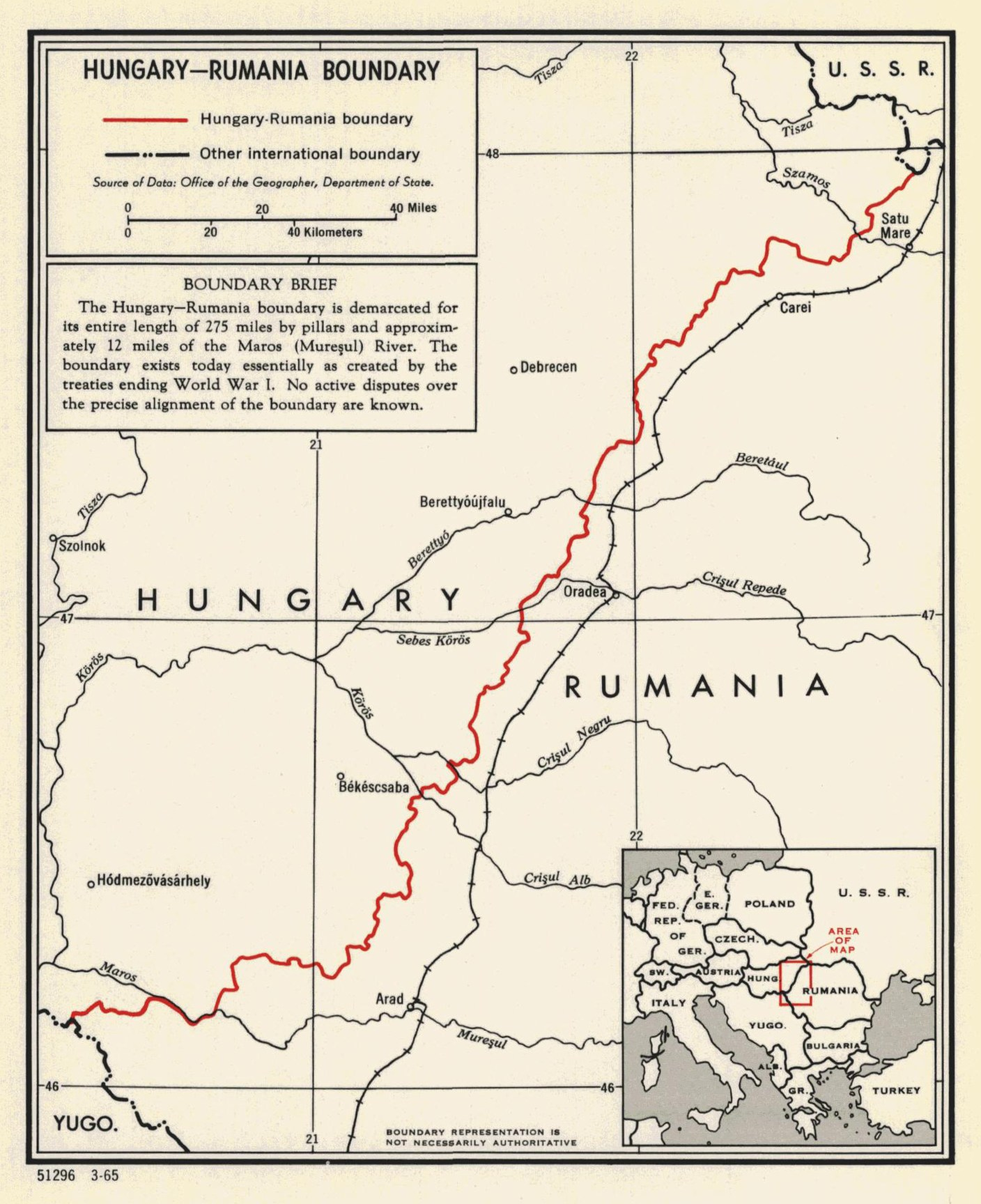
Frontiera româno-maghiară stabilită în tratat

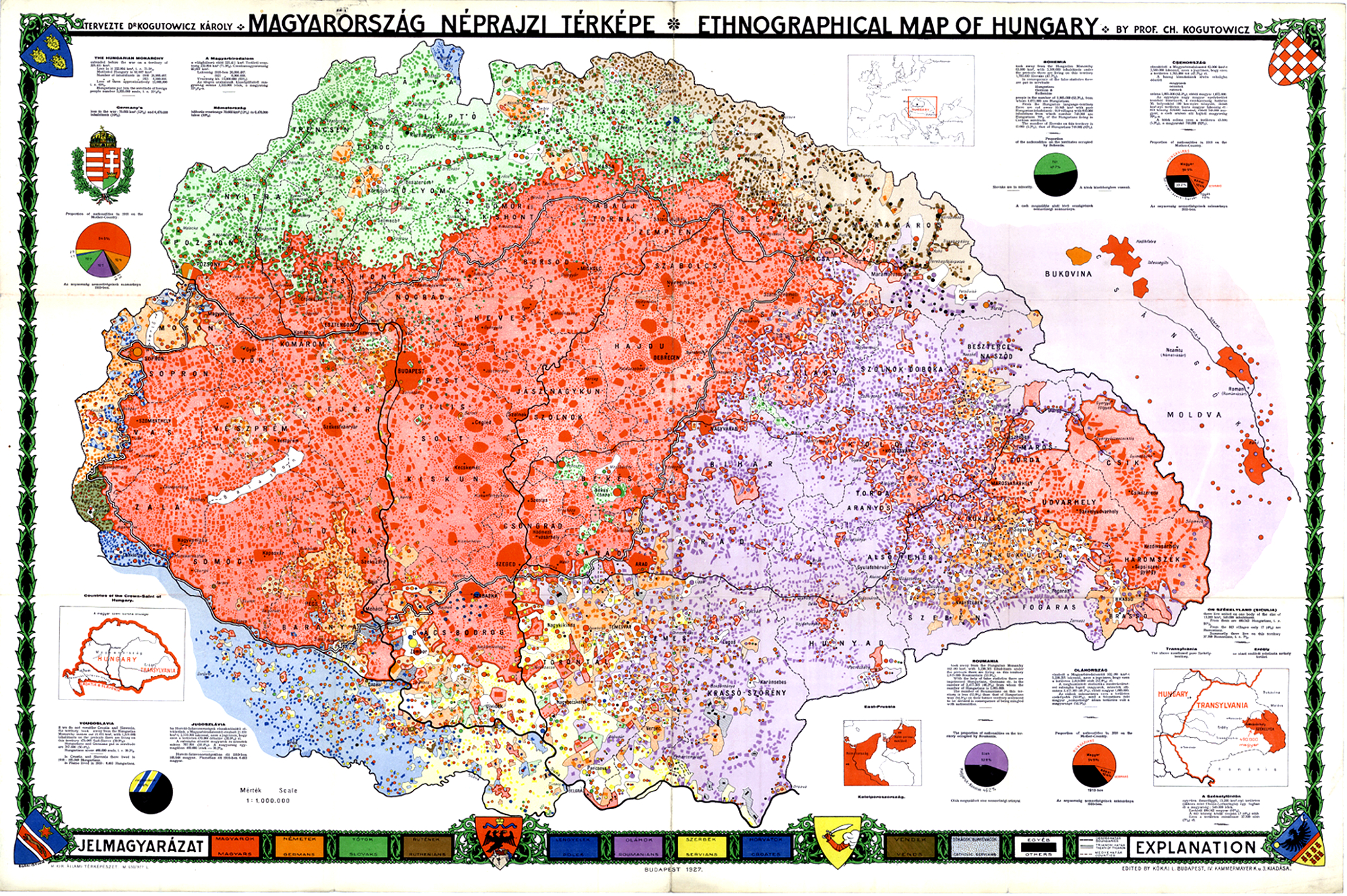
Distribuția etniilor în Regatul Maghiar (1927)

Tratatul de la Trianon, deși a consfințit existența unui stat maghiar independent, ideal al revoluționarilor maghiari de la 1848 și al oamenilor politici maghiari în perioada de sfârșit a Dublei Monarhii, a făcut acest lucru in frontiere drastic reduse. Din acest motiv, Tratatul a fost și continuă să fie perceput în mentalul colectiv maghiar drept o catastrofă. Din această perspectivă Tratatul de la Trianon reprezintă doar actul care a consfințit sfârșitul regatului Sfântului Ștefan, regat care, de facto, dispăruse în secolul al XVI-lea, prin înfrângerea de la Mohács și divizarea teritoriilor sale între Imperiul Otoman și Sfântul Imperiu Roman (devenit ulterior Austria și, în 1867, Dubla Monarhie, Austro-Ungaria), dar care, formal, a continuat să existe, împărații de la Viena purtând până la sfârșit și titlul de regi apostolici ai Ungariei.
Tratatul de la Trianon a consfințit trecerea către statele succesoare sau vecine a 71% din teritoriul Transleithaniei (partea ungară a Dublei Monarhii) și a 63% din populație, aceasta din urmă, în majoritatea ei, alcătuită din etnici ne-maghiari. Totuși, traseul noilor frontiere, în multe cazuri, nu s-a suprapus granițelor etnice (din motive obiective, dată fiind imposibilitatea delimitării exacte a regiunilor cu populație amestecată), astfel că peste sau 2.535.000 de etnici maghiari au ajuns în afara teritoriului Ungariei, majoritatea lor trăind de-a lungul granițelor din statele succesoare noi.

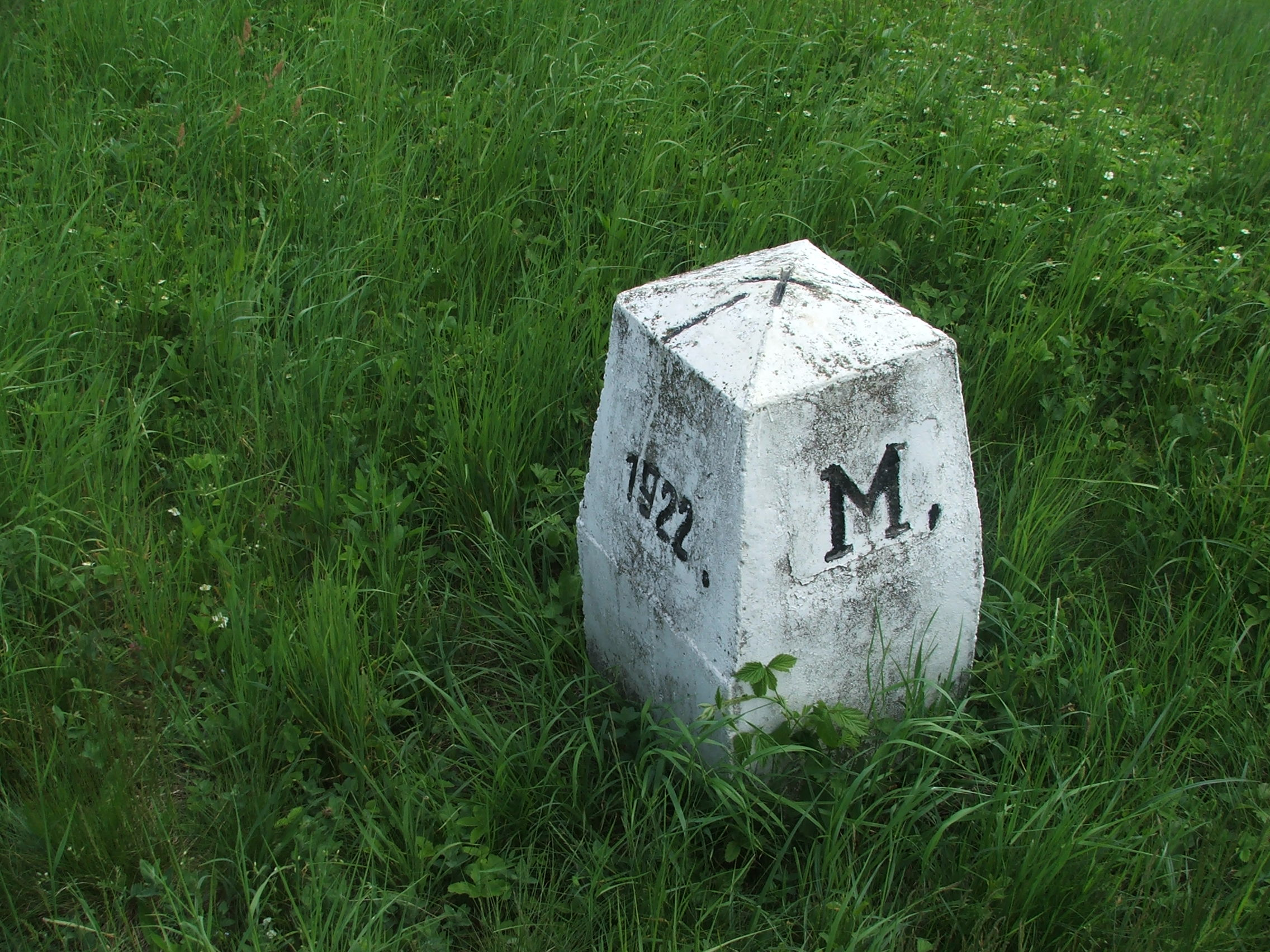
Bornă de frontieră între România și Ungaria

Tratatul nu a ocupat un rol la fel de important în conștiința populației statelor succesoare sau vecine; în principiu, pentru acestea Tratatul de la Trianon a consfințit realizarea dreptului la autodeterminare al popoarelor din Transleithania (partea ungară a Dublei Monarhii) și a consfințit o realitate existentă pe teren (majoritatea teritoriilor fuseseră deja ocupate de către forțele armate ale României, Cehoslovaciei și Regatului Sârbilor, Croaților și Slovenilor).
Deși istoriografia maghiară și unii oameni politici maghiari au susținut că Dubla Monarhie reprezentase o soluție mai echitabilă pentru minorități și că slovacii, croații, rutenii, românii din Transilvania ar fi fost mai favorizați în cadrul Dublei Monarhii decât în statele succesoare, nici un grup etnic din Dubla Monarhie nu a susținut revenirea la starea de lucruri anterioară Primului Război Mondial. Deși slovacii și croații au urmărit să obțină independența aproape imediat după 1920, scopul lor era crearea propriilor state naționale, ideal realizat abia după 1990.
Regatul Ungariei, statul rezultat în urma Primului Război Mondial, a urmărit revizuirea, fie și parțială, a Tratatului de la Trianon, aliindu-se, în acest scop, cu statele revizioniste, Germania și Italia. Deși în perioada 1938-1941 s-a reușit anexarea unor teritorii care aparținuseră Dublei Monarhii (1938 - sudul Slovaciei, 1939 - Ucraina Subcarpatică, 1940 - nordul Transilvaniei, 1941 - teritorii aflate azi în Serbia, Croația și Slovenia), frontierele de la Trianon au fost consfințite din nou în anul 1947, prin Tratatul de Pace de la Paris (10 februarie 1947), încheiat între Puterile Aliate și Ungaria.

## Semnarea Tratatului și ratificarea acestuia
Tratatul de Pace de la Trianon a fost semnat la 4 iunie 1920 de Franța, Marea Britanie, Italia, Statele Unite, Japonia, România, Regatul Sârbilor, Croaților și Slovenilor, Cehoslovacia și alte nouă state - pe de o parte - și de Ungaria, pe de altă parte, aceasta fiind reprezentată de Agost Benárd și Alfréd Drasche-Lázár. Din partea României Tratatul a fost semnat de dr. Ion  Cantacuzino, ministru de stat și Nicolae Titulescu, fost ministru.
Tratatul a fost ratificat de Marea Britanie în mai 1921 și de Franța în iunie 1921. Cu ocazia dezbaterilor referitoare la ratificarea de către Franța, Aristide Briand a confirmat frontierele fixate pentru România și integritatea sa teritorială, spunând:
"Franța nu va interveni niciodată împreună cu guvernele aliate și prietene, pentru a dăuna dreptului României la suveranitate națională, oricât de puțin."

## Extrase
„Articolul 45.
Ungaria renunță, în ceea ce o privește, în favoarea României, la toate drepturile și teritoriile asupra fostei monarhii Austro-Ungare situate dincolo de frontierele Ungariei, astfel cum sunt fixate la art.27, partea a II-a (Frontierele Ungariei) și recunoaște prin prezentul Tratat sau prin orice alte Tratate încheiate în scopul de a îndeplini prezenta încheiere, ca făcând parte din România.”
„Articolul 47.
România recunoaște și confirmă, față de Ungaria, angajamentul său de a accepta inserarea, într-un tratat încheiat cu principalele puteri aliate și asociate, a dispozițiilor socotite necesare de către aceste puteri, pentru a proteja în România interesele locuitorilor care diferă de majoritatea populației prin rasă, limbă și religie, precum și pentru a proteja libertatea de tranzit și un regim echitabil pentru comerțul celorlalte națiuni.”
„Articolul 161.
Aliații și  guvernele asociate afirmă și Ungaria acceptă responsabilitatea Ungariei și aliaților ei pentru cauzele de pierderi și daune la care guvernele aliate, asociate și cetățenii lor au fost supuși, ca o consecință a războiului impus prin agresiunea Austro-Ungarǎ și aliații ei.”—Tratatul de la Trianon
Part V-VIII